# Venta de garaje

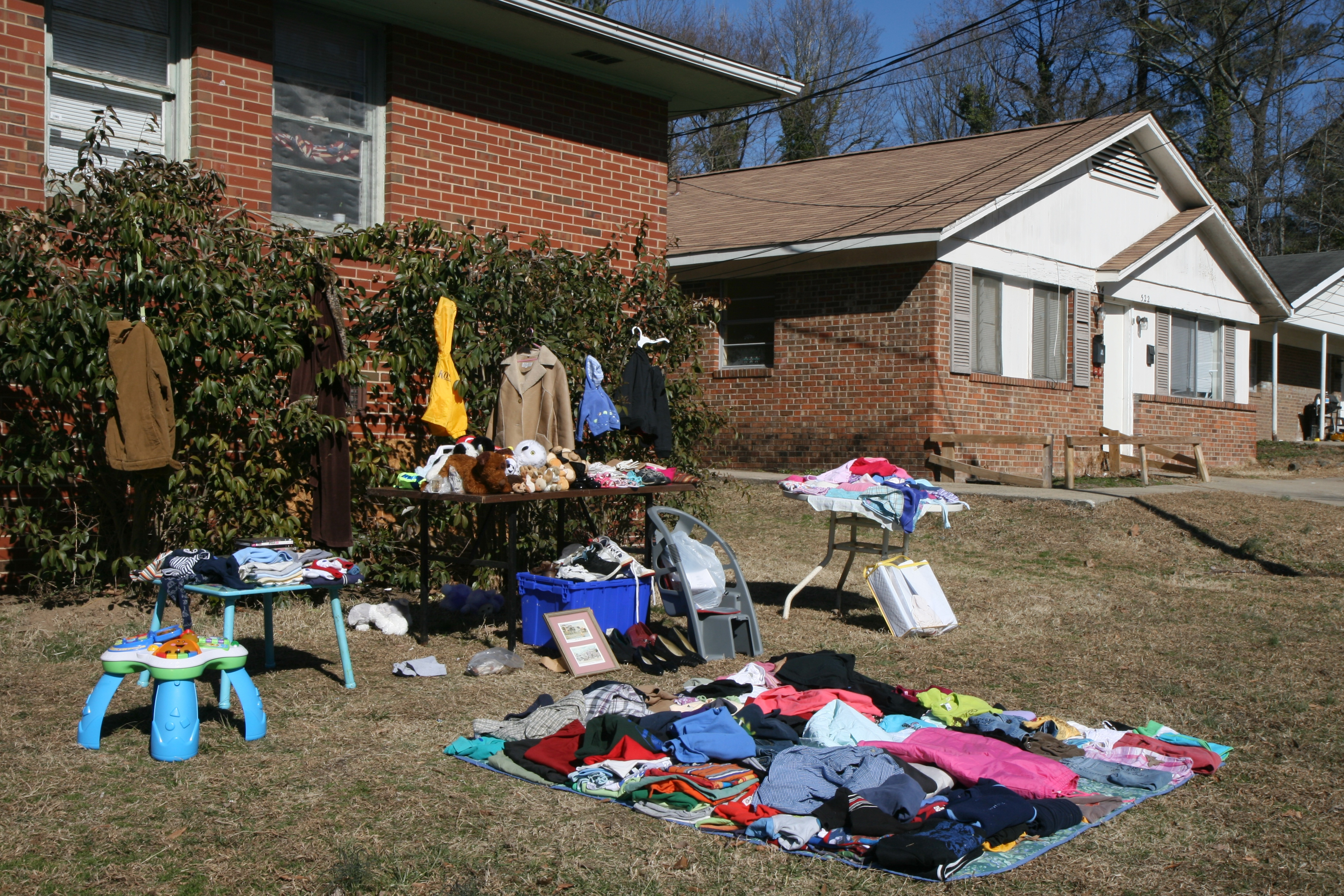
Venta de garaje en Green Street en Durham, Carolina del Norte.

Una venta de garaje (también venta de patio o venta de artículos de segunda mano, en inglés: garage sale) es un evento informal e irregular previsto para la venta de bienes utilizados por los particulares, en los que no se requieren los vendedores para obtener licencias de negocios o de cobrar el impuesto a la venta (aunque, en algunas jurisdicciones, el permiso puede ser necesario).
Normalmente las mercancías en una venta de garaje son objetos no deseados por los dueños de casa que llevan a cabo la venta. Los productos son a veces nuevos, seminuevos, o simplemente utilizables. Algunos de estos artículos se ofrecen para la venta debido a que el propietario no quiere ni necesita el artículo, para minimizar sus posesiones o para recaudar fondos. Motivaciones populares para una venta de garaje son "limpieza de primavera", en movimiento, o de ganar dinero extra. El vendedor de casa muestra sus productos a los transeúntes o a los que responden a los avisos, folletos, anuncios en Craigslist, actualizaciones de Facebook, mensajes de Twitter o anuncios en los periódicos. A veces, las estaciones de televisión locales transmiten una venta por el canal público local. El lugar de venta es típicamente un garaje, camino de acceso, aparcamiento cubierto, jardín, porche, o de vez en cuando el interior de una casa. Algunos vendedores, conocidos como 'okupas', pondrán en marcha la venta en una zona de mucho tráfico y no en su propia propiedad.
En estos eventos se suelen vender artículos usados, especialmente ropa vieja, libros, juguetes, adornos para el hogar, herramientas de jardinería, artículos deportivos y juegos de mesa. Los artículos más grandes, como muebles y electrodomésticos, de vez en cuando también se venden. Las ventas de garaje son más frecuentes en las zonas suburbanas los fines de semana de buen tiempo, y por lo general se designan horas para la venta. A los compradores que llegan antes de las horas de la venta a revisar los artículos se les conoce como "madrugadores", y con frecuencia son restauradores profesionales o revendedores. Estas ventas también atraen a las personas que están en busca de gangas o de objetos raros e inusuales. Es habitual el regateo, y los artículos pueden o no tener las etiquetas de los precios fijados. Algunas personas compran productos de estas ventas para revenderlas.

## La publicidad de una venta de garaje
La publicidad para una venta de garaje suele tomar la forma de un cartel de cartón colocado en un lugar público. Los carteles informan de la hora y lugar de la venta de garaje. En muchos casos, los avisos pueden disponer de una flecha o algunos otros medios que indican la dirección del evento. 
Además de los carteles, muchas personas hacen publicidad de sus ventas de garaje en la sección de anuncios de un periódico.

## Ventas comunitarias especiales
En algunas áreas las ventas de garaje han adquirido un significado especial para una comunidad y se han convertido en eventos de importancia local especial: realizar una venta de garaje comunitario en grandes áreas de una comunidad implica docenas o cientos de familias al mismo tiempo.
La autopista 127 Corredor Sale, publicitada como "la venta de garaje más larga del mundo", anima a los particulares y los vendedores profesionales para llevar a cabo ventas de garaje simultáneas a lo largo de las 630 millas (1010 kilómetros) de dicho corredor que abarca 5 estados de Estados Unidos.
En el corredor de este a oeste la venta de garaje de costa a costa discurre por EE. UU. 50 en mayo de cada año. Aunque no es tan popular como el "clan de los rompehuesos venta grande del mundo", la venta EE. UU. 50 de costa a costa se encuentra en su undécimo año.
Durante el segundo sábado de agosto, 50 millas tramo de EE. UU. Ruta 11 se convierte en una venta de garaje continua que en Stephens City, Newtown Commons de Virginia al sur a New Market, Virginia. El evento es patrocinado por el Grupo de Cámara del condado de Shenandoah Consultivo, cinco cámaras de comercio, y dos gobiernos de los pueblos. En los últimos años, la Yard Crawl ha atraído a gente de lugares extranjeros como Canadá.
En la playa de Bondi, Australia, el primer Trail Venta Garaje tuvo lugar en el marco del Festival de Comunidad Bondi Sizzle el 9 de mayo de 2010. 126 ventas de garaje ocurrieron simultáneamente. El rastro de la venta de garage fue diseñado para hacer frente a la preocupación de la comunidad sobre el vertido ilegal Desde el primer evento el rastro de la venta de garaje se ha ganado un premio de Green Globes for Media Excellence y el premio del Wentworth Courier Negocios Triunfador. En julio de 2010, los organizadores del Trail Garage Sale anunciaron su intención de tomar la venta de garaje Trail nacional e involucrar a los treinta consejos locales en todos los estados y territorios de Australia, por lo que es potencialmente la mayor venta de garaje en el mundo.
La semestral City Wide Garage Sale se llevó a cabo por primera vez en octubre de 1990 en El Cerrito, California. La residente local y defensora de la reutilización, Marianne Hegeman, propuso en la ciudad la gran venta de garaje para facilitar las inspecciones de garaje a raíz del terremoto de Loma Prieta en 1989. Las ventas han sido replicadas en otras ciudades como Albany, California, Mountain View, California, y Eagle Mountain, Utah.
Ventas informales también se producen en todo el país. Un ejemplo de ello se encuentra en la zona de Bismarck-Mandan. Coincidiendo con las tribus unidas Internacional Pow-wow, es tradición en el fin de semana después del Día del Trabajo para ser la más grande venta de garaje de fin de semana de la zona debido a la afluencia de visitantes en la zona. En cualquier año el número total de ventas de garaje es por lo menos 500, mientras que Bismarck supera a Fargo, Dakota del Norte, la ciudad más grande del estado. El único evento estatal que es más grande, es la feria del estado de Dakota del Norte, celebrada en Minot durante la última semana de julio.

## Las artes
El fenómeno cultural de garaje y patio de ventas en los Estados Unidos ha sido examinado por varios artistas. La producción Thunderground Film Zen y el arte del Yardsailing es un documental producido en 2004 que cubrió los aspectos de encontrar gangas, así como las prácticas despiadadas de los revendedores profesionales y a quienes la anterioridad señaló como "madrugadores".
El cortometraje documental Yard Sale, del artista de Nueva Jersey Robert A. Emmons Jr., estrenado en 2006, examina la práctica estadounidense de la compra y venta de bienes en el patio delantero de la casa y el impacto sociológico de tales actividades. Tom Zarrilli, artista, fotógrafo y escritor ha escrito en un diario en línea un largo artículo titulado Yard Sale Addict, que explora los aspectos antropológicos de las ventas de garaje que visita cerca de su casa en Atlanta, Georgia.
La instalación interactiva de Zarrilli "Un año en los patios de desorden y las calzadas de desinversión" fue presentada en The Atlanta Contemporary Arts Center en 2006. El trabajo conceptual se presenta como una venta de garaje en escena con cientos de fotografías de la artista incrustados en los artefactos. El trabajo se convirtió en una venta real del patio y vendió punto por punto al final de su galería de ejecución.
- Datos: Q19811
- Multimedia: Garage sales / Q19811